# Jupiler
Ne doit pas être confondu avec Jupiter.

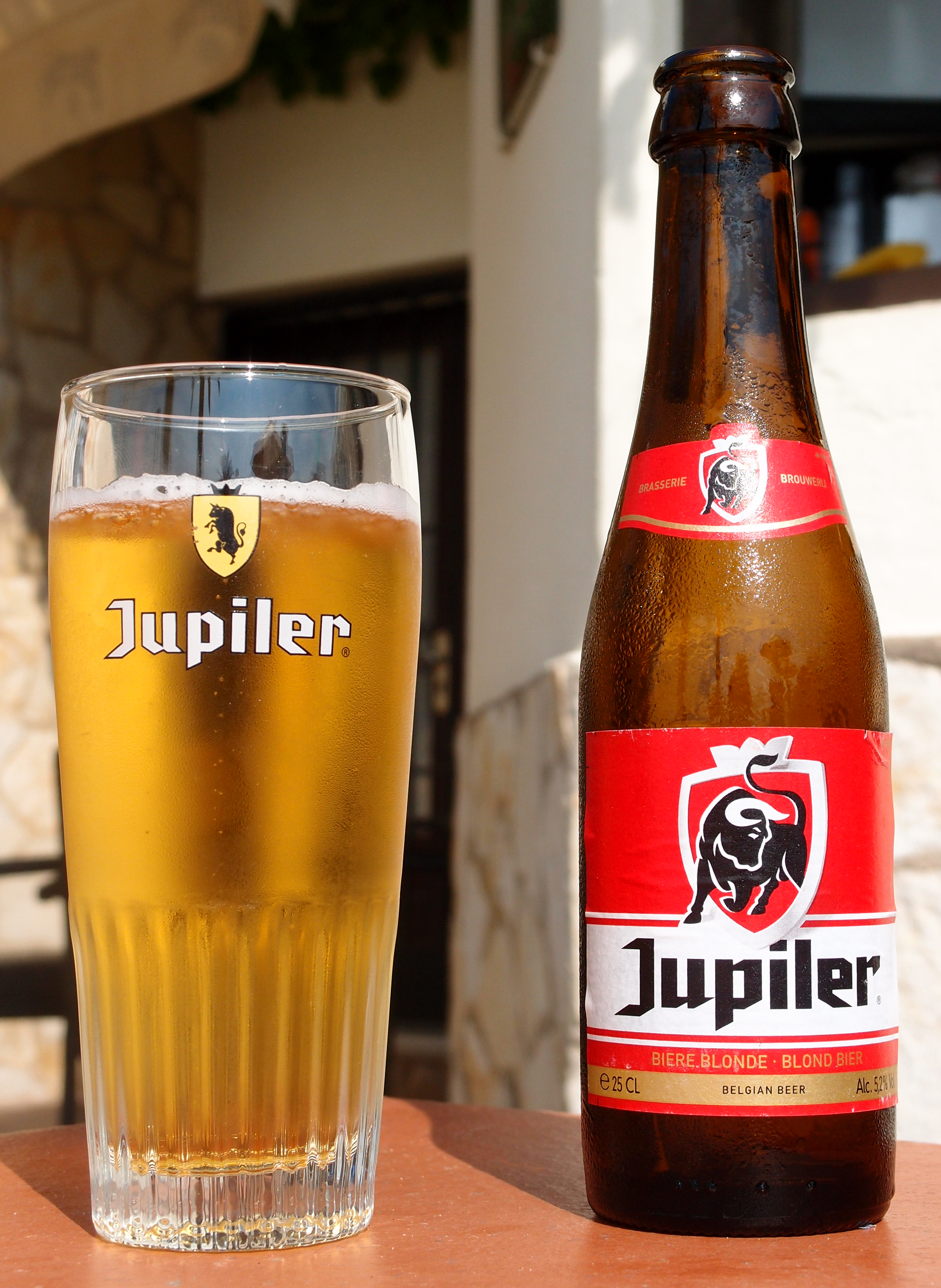
« Jupiler » : alcool 5,2 %.

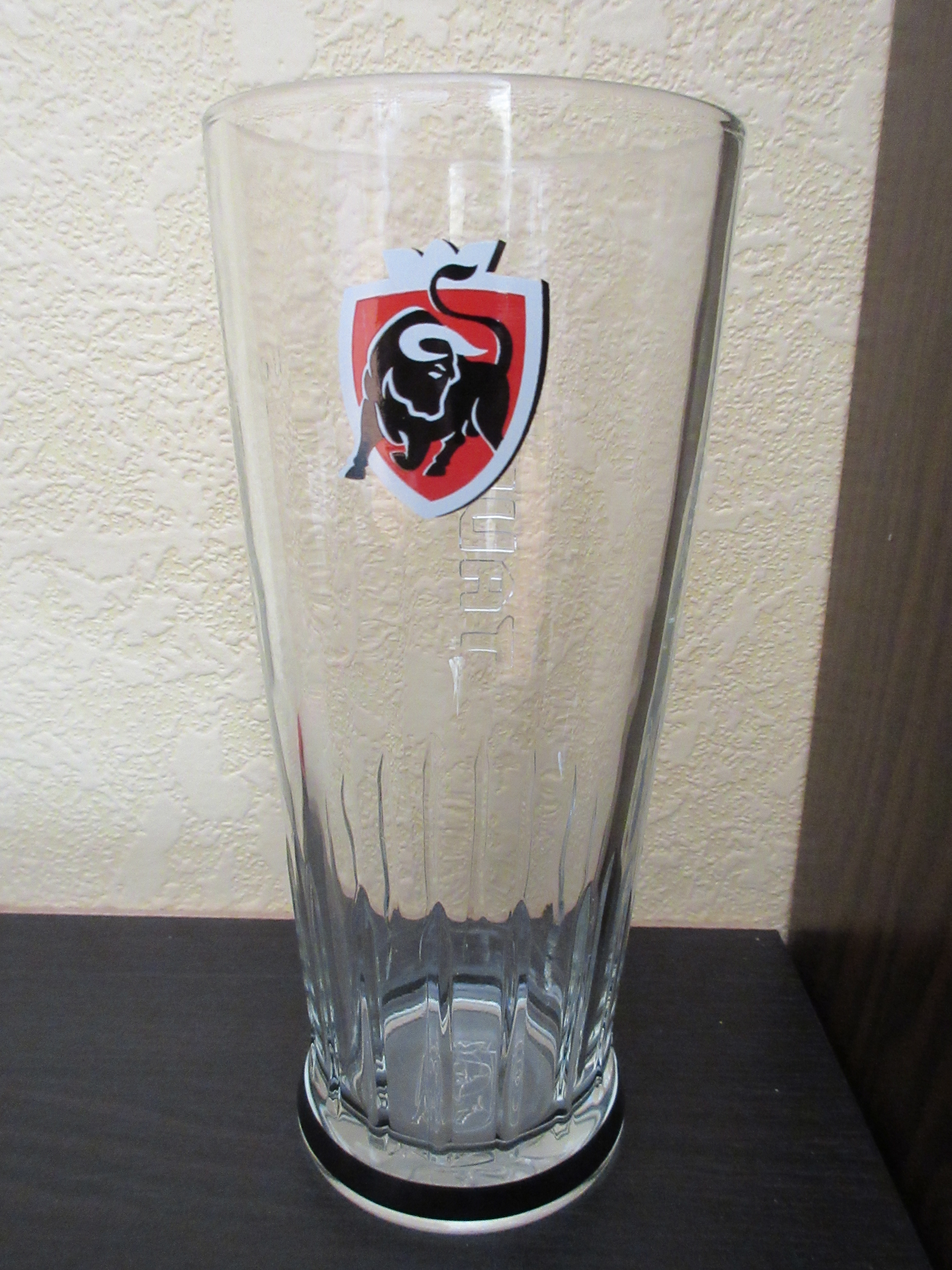
Verre à bière Jupiler Tauro

La Jupiler est une bière belge blonde de fermentation basse de type lager européen.
Elle a été créée et fabriquée par la brasserie Piedbœuf devenue la brasserie Jupiler (aujourd'hui groupe A.B. InBev, anciennement InBev et Interbrew) dans le village de Jupille-sur-Meuse, banlieue de Liège dont la bière tire son nom.
La Jupiler a été lancée par Piedbœuf en 1966 sous le nom de Jupiler 5 (car elle titrait 5° et comprenait cinq ingrédients). Elle est devenue le numéro un du marché des pils et des bières en Belgique. Le nom Jupiler 5 a été abandonné pour l'appellation actuelle.
Cette bière s'est positionnée dans ses premières années comme une bière d'hommes de par ses campagnes de publicité (Les hommes savent pourquoi) puis comme une bière liée au monde du sport. Ensuite, des campagnes plus féminines ont été éditées.
En mai 2011, Jupiler a sorti un soda, "Jupiler Force", à base d'eau de brassage et aromatisé de divers agrumes. Ce soda est brassé à base de houblon mais n'est pas une bière. Il est fabriqué sans édulcorants, conservateurs ou colorants. Son slogan est : « Enfin. Un soda brassé rafraîchissant pour les hommes. »
Jupiler a aussi donné son nom à la Jupiler Pro League, le championnat de football belge, ainsi qu'à la Jupiler League, le championnat des Pays-Bas de football D2.
À partir du 20 février 2018 et pour une durée de 5 mois la Jupiler a changé de nom pour s'appeler Belgium le temps de la Coupe du monde de football de 2018.

## Création
La Jupiler tient son nom de la section de la ville de Liège de Jupille-sur-Meuse où est installée la brasserie Piedbœuf. Piedbœuf livre le premier fût de cette bière le 5 septembre 1966.

## Caractéristiques
- Ingrédients : malt, maïs, eau, houblon, levure
- Titre d'alcool : 5,2 % pour la « Jupiler » standard, de 0 à 8,3 % selon les variétés
- Température idéale de service : 3 °C
- fermentation : basse
- t° de fermentation : 4 °C à 12 °C
- Les slogans de Jupiler sont « Les hommes savent pourquoi » et « Les supporters savent pourquoi ».

## Variétés
- La « Jupiler » à 5,2 % de degré d'alcool
- La « Jupiler 0,0 %. » à 0 % de degré d'alcool
- La « Pure Blonde by Jupiler » à 3,1 % de degré d'alcool
- La « Jupiler Blue » à 3,3 % de degré d'alcool
- La « Jupiler Blue Lemon & Lime » à 3,3 % de degré d'alcool
- La « Jupiler Tauro » à 8,3 % de degré d'alcool

## Différents types de verres Jupiler

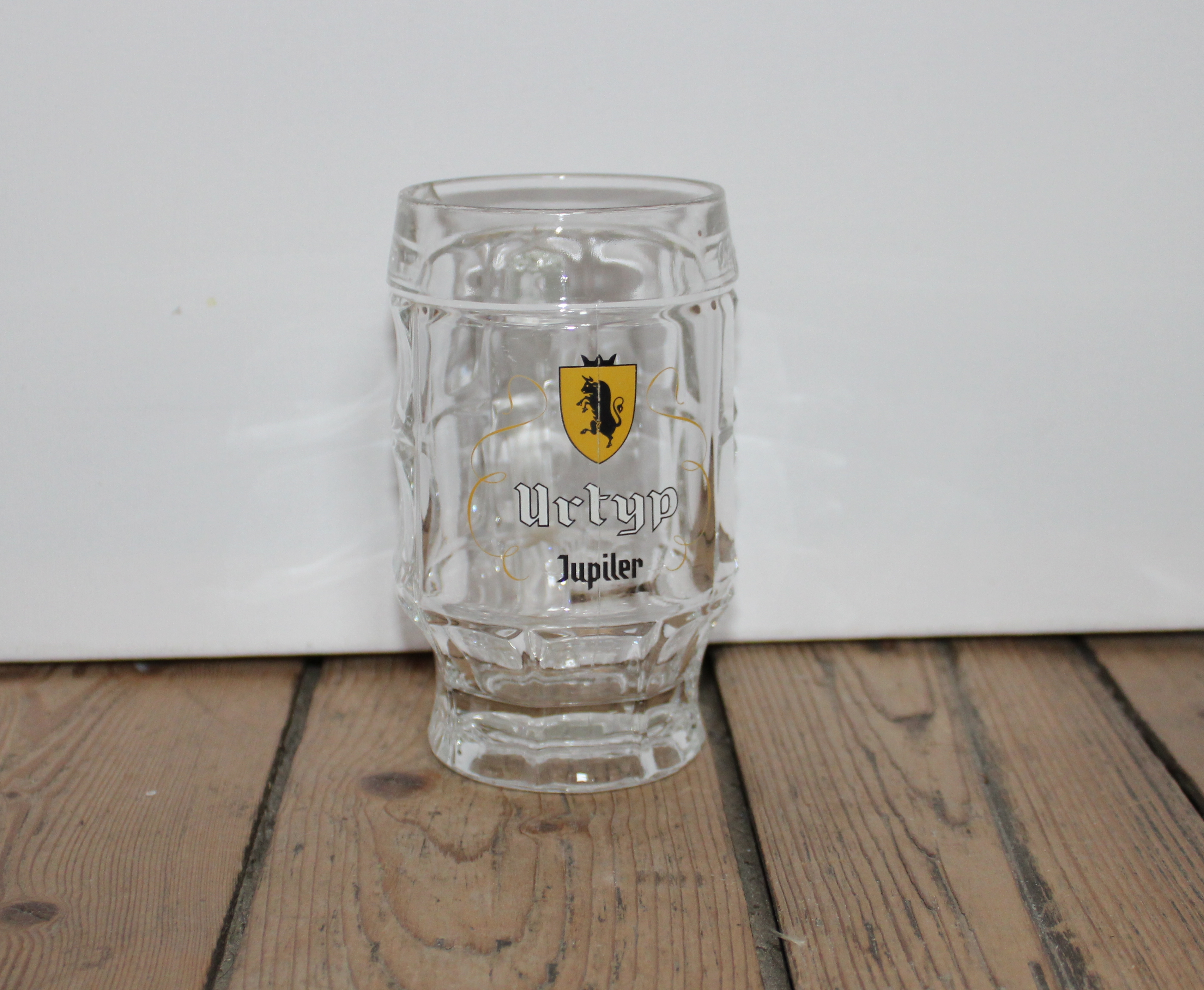
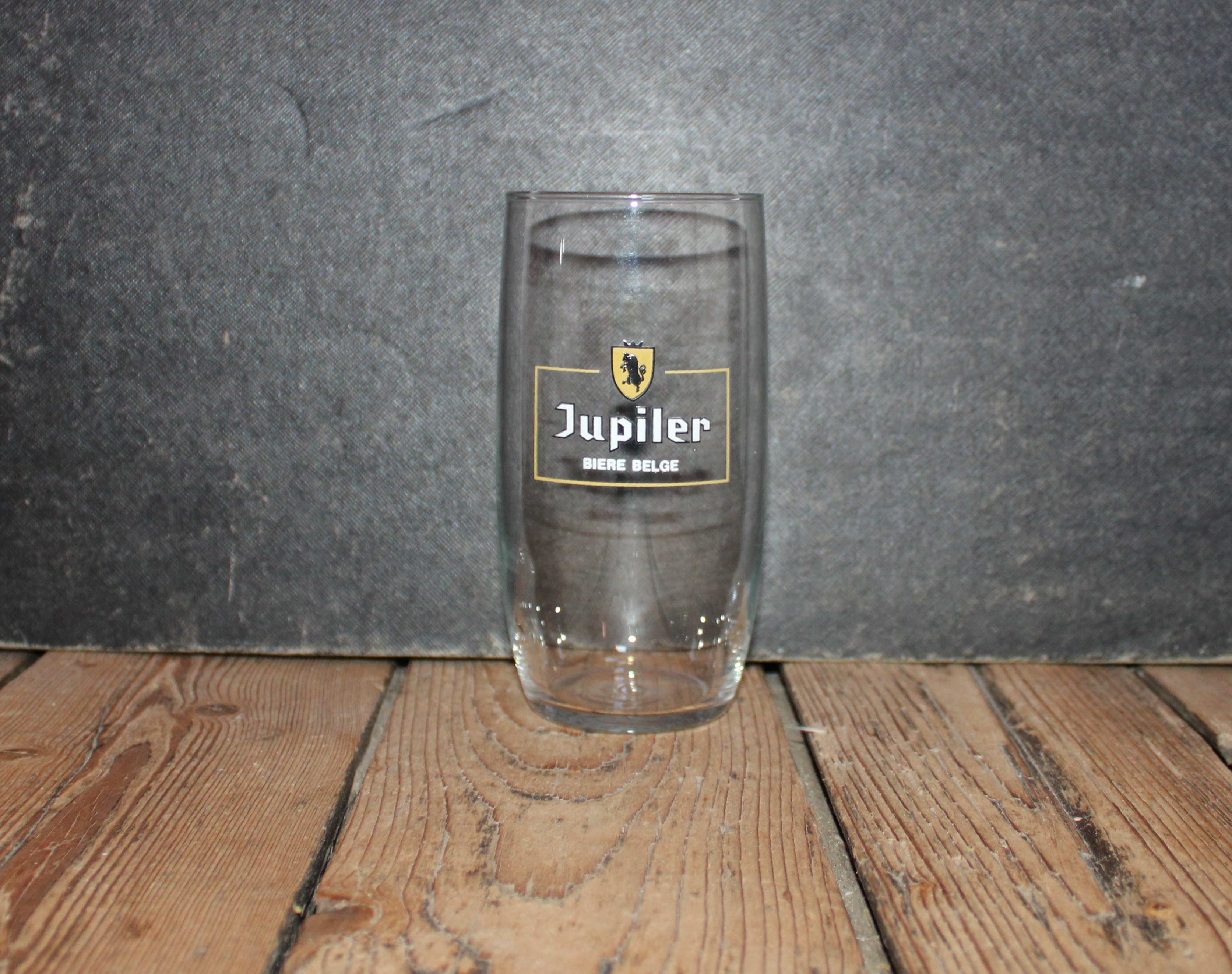
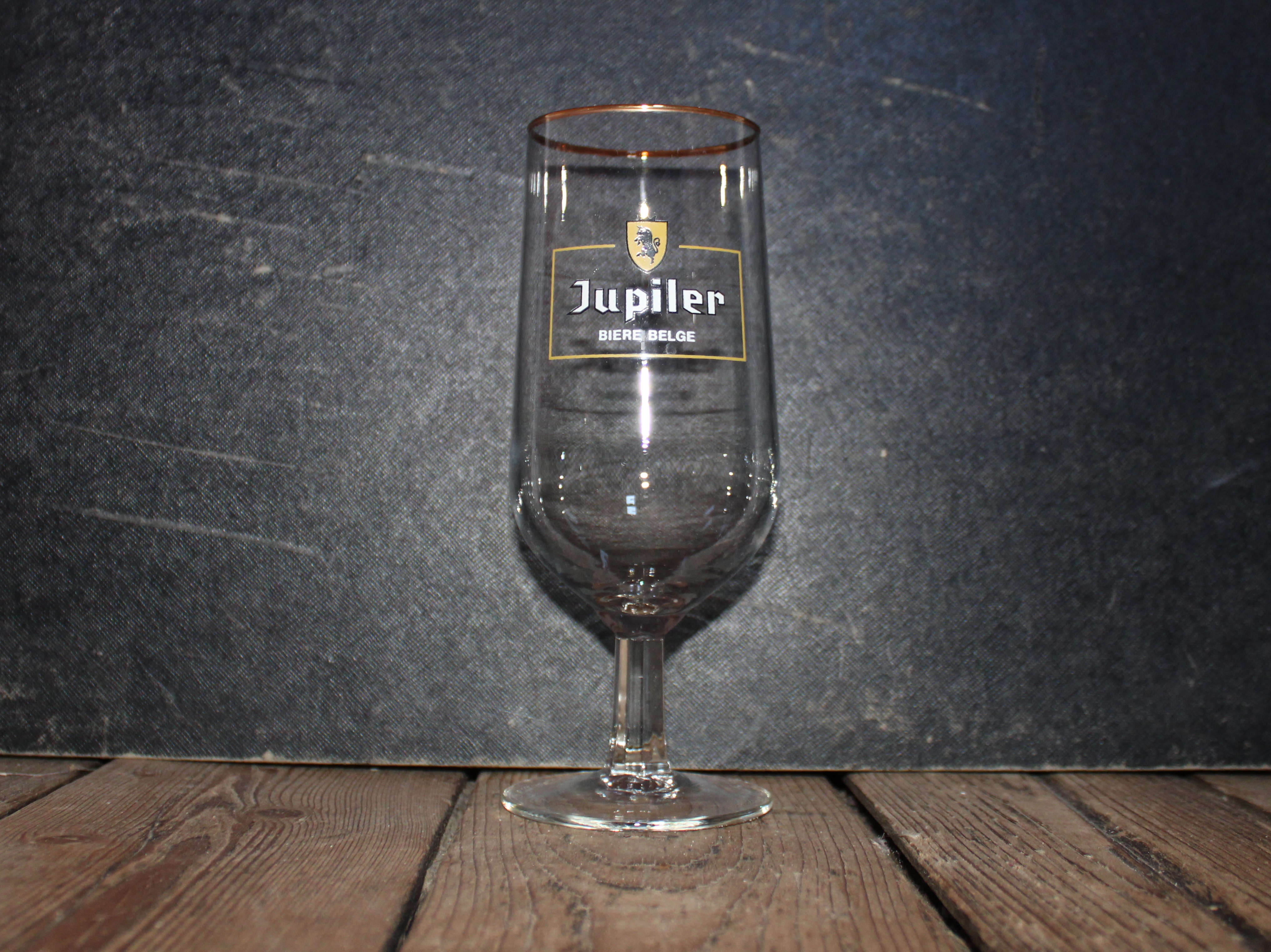
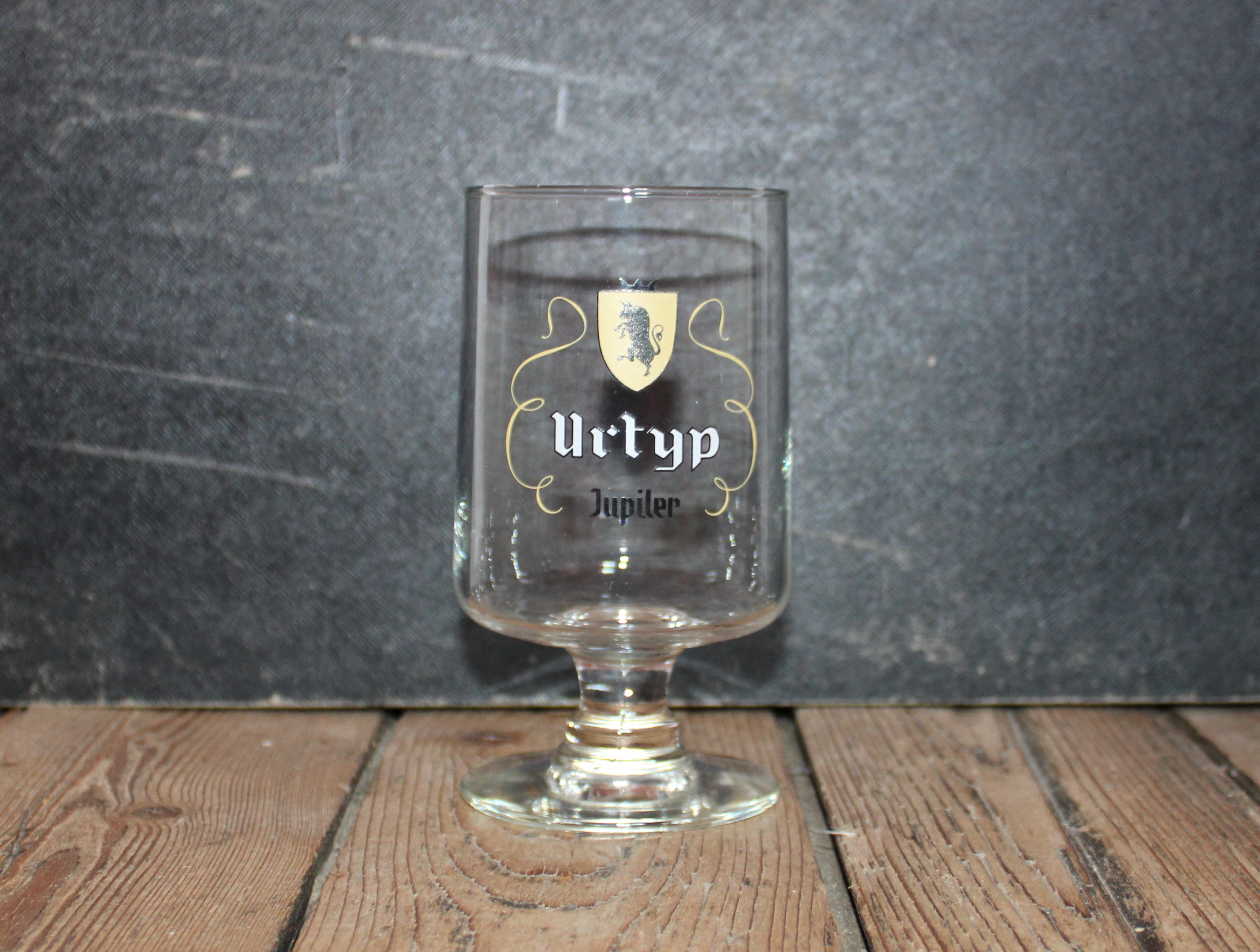
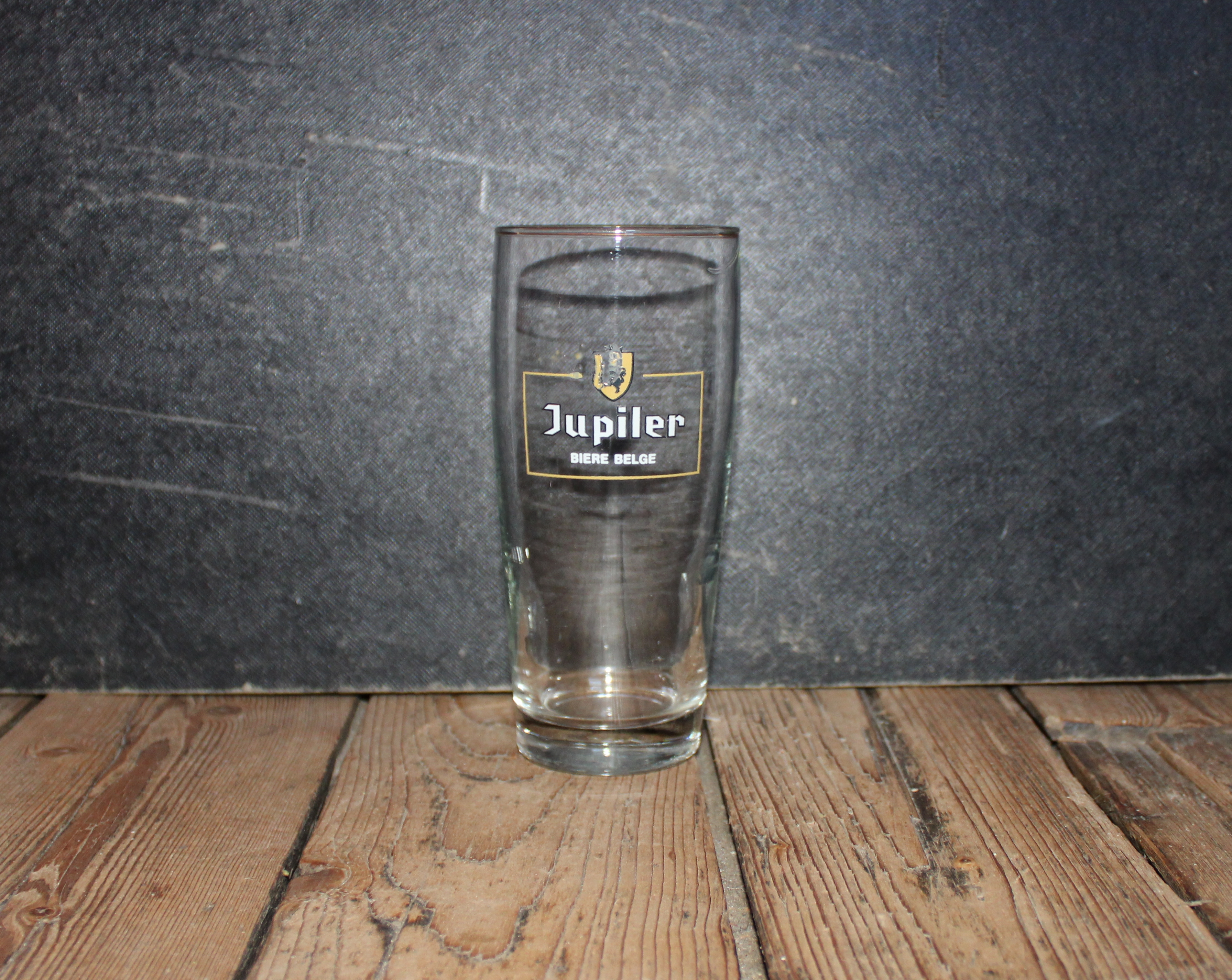
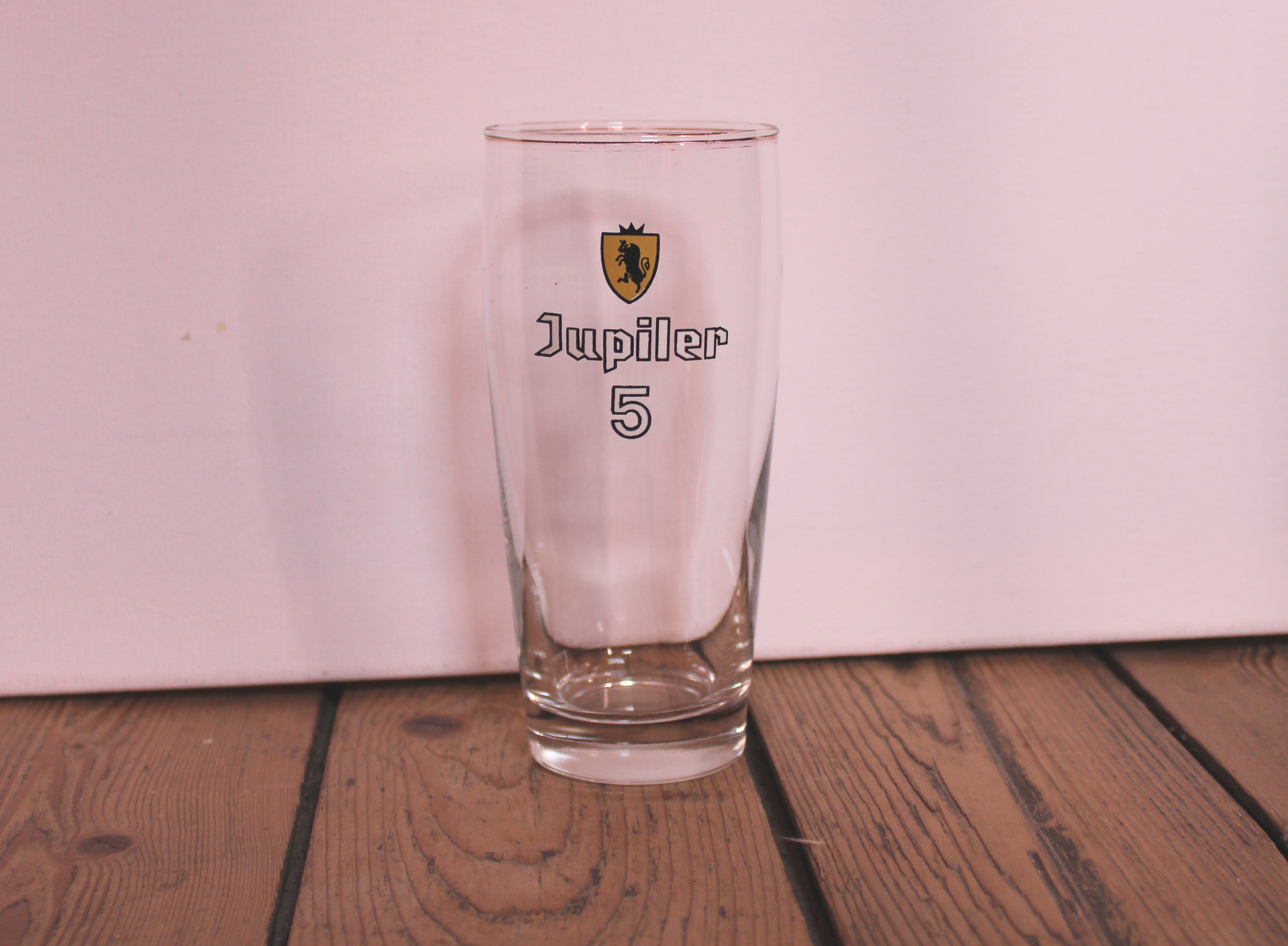